# Maria Mandel
Maria Mandel (Münzkirchen, 10 de janeiro de 1912 – Cracóvia, 24 de janeiro de 1948) foi uma notória guarda feminina de alta patente da SS nazista, servindo no campo de extermínio de Auschwitz-Birkenau, na Polônia, responsável direta pela morte de cerca de 500 000 mulheres judias, ciganas e prisioneiras políticas.

## Biografia
Nascida na Áustria, começou a carreira de guarda de prisão em Lichtenburg, um dos primeiros campos alemães na Saxônia, em 1938, junto a outras cinquenta mulheres. Em 1939, junto com outros guardas e prisioneiros, foi transferida para o recém-construído campo de Ravensbrück, próximo a Berlim. Seu trabalho rapidamente impressionou seus superiores, que a promoveram a SS-Oberaufseherin (Supervisora Sênior) em julho de 1942. Em Ravensbrück, ela supervisionava as chamadas diárias de prisioneiros, as tarefas dos guardas comuns e prescrevia punições como chicotadas e espancamentos.
Em 7 de outubro de 1942, Mandel foi transferida para o campo de Auschwitz, na Polônia, onde foi promovida a SS-Lagerführerin (Líder de Campo), um cargo de comando abaixo apenas do próprio comandante do campo, Rudolf Höß. Lá ela controlou diretamente todos os campos e sub-campos femininos de Auschwitz e seu poder sobre as prisioneiras e suas subordinadas era absoluto. Maria teve simpatia por outra notória guarda feminina SS, Irma Grese, a quem promoveu a chefe do campo de judias húngaras em Auschwitz-Birkenau, anexo do complexo de extermínio de Auschwitz.

## A Besta de Auschwitz
De acordo com testemunhas, uma de suas crueldades preferidas era se colocar em frente ao portão de entrada de Birkenau, esperando para ver se algum prisioneiro se virava para olhá-la; quem o fizesse, era sumariamente executado.
Em Auschwitz, era conhecida como A Besta e pelos dois anos seguintes encarregou-se de selecionar prisioneiros para as câmaras de gás e outras atrocidades. Frequentemente escolhia alguns prisioneiros para lhe servirem de mascotes, animais de estimação, mantendo-os fora das câmaras até se cansar deles e os enviar para a morte; também foi testemunhado sobre ela, seu especial prazer em selecionar as crianças que deveriam ser executadas; foi ela quem criou a famosa orquestra Feminina de Auschwitz, formada por prisioneiras, que acompanhava as chamadas diárias, execuções, seleções e transportes. Assinou ordens enviando um número estimado de 500 mil mulheres e crianças para as câmaras dos campos de Auschwitz I e II.

Mandel no julgamento em Cracóvia, 1947.

Em novembro de 1944, Maria Mandel foi enviada para o sub-campo de Mühldorf, no complexo de Dachau, onde ficou até maio de 1945, quando deixou o campo à aproximação dos Aliados e fugiu pelas montanhas do sul da Baviera para sua cidade natal de Münzkirchen, na Áustria.
Ela foi presa em sua terra natal em 10 de agosto de 1945 pelos norte-americanos e, após diversos interrogatórios onde ficou constatado a sua inteligência e dedicação ao trabalho nos campos, foi devolvida à Polônia. Em novembro de 1947, após passar dois anos em custódia dos Aliados, foi julgada por crimes contra a humanidade numa corte de Cracóvia e sentenciada à morte. Foi enforcada em 24 de janeiro de 1948, aos 36 anos de idade.